# Luigi Varanini
Luigi Varanini (Milano, 28 aprile 1892 – Saf–Saf, 2 luglio 1914) è stato un militare italiano, insignito della medaglia d'oro al valor militare alla memoria nel corso della Campagna di Libia.

## Biografia
Nacque a Milano il 28 aprile 1892, figlio di Oreste e di Antonietta Minghetti, all'interno di una famiglia di forti sentimenti patriottici. Compiuti gli studi secondari, ed ottenuta la licenza in fisica–matematica presso l'Istituto tecnico "F. Carrara" di Lucca, entrò per concorso alla Regia Accademia Militare di Fanteria e Cavalleria di Modena l'8 novembre 1911 avendo la retta gratuita per benemerenze di studio e di famiglia. Promosso sottotenente dell'arma di fanteria il 23 marzo 1913 venne destinato a prestare servizio presso l'88º Reggimento fanteria "Friuli", e chiese subito di essere inviato in Tripolitania.
Trasferito per questo all'87º Reggimento fanteria "Friuli" salpò da Napoli il 9 giugno 1913 e raggiunse il reggimento che era di stanza nella zona di Cirene. Fu assegnato alla 2ª Compagnia e in pochi mesi di permanenza fra i soldati si distinse brillantemente. Nel luglio 1913 due compagnie del reggimento, la 2ª e la 12ª, ebbero l'ordine di portarsi a Saf–Saf lungo la carovaniera Cirene-Slonta, schierandosi a protezione di una compagnia del genio militare che eseguiva lavori di riattamento stradale.
Nelle prime ore del pomeriggio ci fu un improvviso attacco massiccio delle forze ribelli sulla posizione occupata dalla 2ª Compagnia, che inizialmente resistette validamente, e quando fu minacciata di avvolgimento dalle forze nemiche, numericamente superiori di numero e fatta segno al tiro di artiglieria, fu costretta a ritirarsi ordinatamente raggiungendole le linee tenute dagli altri reparti italiani. 
Ad un nuovo attacco, portato da parte di un grosso nucleo di armati, schierati in parte a piedi e in parte a cavallo, le due compagnie dell'87º Reggimento resistettero validamente consentendo ai lavoratori del genio di ripiegare, rientrando nelle linee trincerate nonostante le numerose perdite subite.  In quel combattimento caddero gravemente feriti sia il comandante la 2ª Compagnia che lui che aveva condotto il suo plotone al contrattacco.  Nonostante fosse stato colpito di nuovo da proiettile di fucile all'addome, incurante di sé stesso riuscì a portare in salvo anche un fante ferito.
Si spense presso l'ospedale da campo n. 27 della Croce Rossa Italiana il 2 luglio 1914, e fu insignito della medaglia d'oro al valor militare alla memoria. Una via di Milano e una piazza di Lucca portano il suo nome.

### Annotazioni
1. ↑  Suo padre era un ufficiale di carriera, aveva combattuto per l'indipendenza dell'Italia ed era stato decorato al valor militare.

### Fonti
1. ↑  Carolei, Greganti 1958, p. 152.
2. 1 2 3 4 5 6 7 8 9 10  Combattenti Liberazione.
3. ↑  Medaglie d'oro al valor militare sul sito della Presidenza della Repubblica